# 晩期型星
晩期型星(late-type star)は、スペクトル型KまたはMの恒星である。この用語は、20世紀初期に、恒星はO型、B型またはA型で早期型星としての歴史を始め、その後冷えて晩期型星になると信じられていたことから用いられることとなった。